# Ika Freudenberg
Friederike Freudenberg, dite Ika Freudenberg, née le 25 mars 1858 à Raubach et décédée le 9 janvier 1912 à Munich, est l'une des principales protagonistes du mouvement féministe en Bavière.

## Vie et carrière
Ika Freudenberg est la fille de Caroline Freudenberg (1817-1893), qui provient d'une famille de pasteurs, et Johann Philipp Freudenberg (1803-1890), propriétaire d'une usine de sidérurgie. Le père vend l'usine au milieu des années 1860, à la suite de quoi la famille déménage à Wiesbaden en 1866, où le frère de Ika Freudenberg commence à travailler en tant que maître de chapelle. Le talent de Ika Freudenberg en musique se dévoile rapidement. Elle étudie donc le piano au conservatoire, dirigé par son frère, Wilhelm, qui est chef d'orchestre et professeur de musique à Berlin.
Ika Freudenberg devient pour la première fois active dans le mouvement féministes dans le début des années 1890, avec sa compagne, Emmy Preußer. Les deux femmes sont actives dans une association qui promeut l'éducation des femmes, là où elles rencontrent les photographes et féministes munichoises Anita Augspurg et Sophia Goudstikker. En 1894, Freudenberg et Preusser déménage à Munich, où Ika Freudenberg, Anita Augspurg et Sophia Goudstikker co-fonde le premier groupe local de défense des droits des femmes, Gesellschaft zur Förderung geistiger Interessen der Frau (Société pour la promotion des intérêts spirituels de la femme), plus tardivement rebaptisé Verein für Fraueninteressen (Association pour les intérêts des femmes). Freudenberg est élue présidente et a occupé cette fonction jusqu'à sa mort en 1912. Grâce aux bonnes relations entre Augspurg et Goudstikker dans le Schwabing à Munich, le groupe inclus rapidement des femmes importantes telles que l'écrivaine Gabriele Reuter. La poétesse Ricarda Huch est également adhérente. Les membres masculins incluaient le poète Rainer Maria Rilke et le satiriste Ernst von Wolzogen qui a immortalisé les dirigeants de l'association dans sa satire Le Troisième Sexe (1899). Le texte est particulier car il contient une moquerie bon-enfant tout en faisant publiquement allusion au fait que la plupart des figures des associations étaient des lesbiennes. Rien ne prouve que l'une des femmes ait été offensée par ce travail.
L'Association pour les intérêts des femmes organise des services de conseil et de placement pour les femmes qui travaillent, offre des plates-formes et un soutien aux femmes qui veulent s'organiser et gère un service juridique gratuit pour les femmes. Ce dernier est dirigé par Sophia Goudstikker qui, bien que n'étant pas avocate, obtenait l'autorisation de plaider devant les tribunaux locaux, ce qu'elle faisait souvent avec succès. En 1899, l'association organise la première conférence bavaroise des femmes.
La partenaire de Freudenberg est décédée en 1899 après une longue maladie. Quelques mois plus tard, Frudenberg emménage avec Sophia Goudstikker, dont la relation avec Anita Augspurg vient de se terminer. Finalement, Freudenberg et Goudstikker sont considérées comme un couple, même si elles se laissaient toutes les deux leurs libertés.
Au début de l'année 1905, Freudenberg se rendit en Italie avec Gertrud Bäumer. De nombreuses lettres et cartes postales sont conservées de ce voyage, qui prouvent que Freudenberg poursuit son travail au sein du comité directeur de l'Alliance des associations féminines allemandes, même en déplacement.
En 1905, Freudenberg est diagnostiquée d'un cancer du sein. Elle est opérée de multiples fois. Elle continue malgré tout de travailler jusqu'à ce qu'elle soit à bout de force, présidant des réunions jusqu'en novembre 1911. Le 9 janvier 1912, Ika Freudenberg décède à Munich.
Ika Freudenberg est très populaire. Ses contemporains la décrivent comme pleine d'humour et l'apprécient pour sa diplomatie. Politiquement, elle était libérale, mais elle plaidait toujours en faveur d'une bonne et respectueuse coopération entre les bourgeois et les femmes prolétaires,.

## Hommages
Par décision du conseil municipal de la ville de Munich, une rue au sein de la ville lui est dédiée depuis le 30 septembre 2004, la Ika-Freudenberg-Straße.

## Ouvrages
- avec Marie Stritt : Der Bund Deutscher Frauenvereine : eine Darlegung seiner Aufgaben und Ziele und seiner bisherigen Entwickelung, nebst einer kurzgefassten Übersicht über die Thätigkeit seiner Arbeits-Kommissionen . Bund Deutscher Frauenvereine, Frankenberg (Saxe). L. Reisel, 1900.
- Ein Wort an die weibliche Jugend . Leipzig, Verlag der Frauen-Rundschau, 1903.
- avec Wilhelm Ohr : Die Frau und die Politik . Nationalverein für das liberale Deutschland. Munich, Heller 1908.
- Weshalb wendet sich die Frauenbewegung an die Jugend? Leipzig, Voigtlander, 1907.
- Was die Frauenbewegung erreicht hat . Munich : Buchhandlung National-Verein, 1910.
- Die Frau und die Kultur des öffentlichen Lebens . Leipzig, CF Amelang, 1911.
- avec Hélène Lange ; Anna Papritz ; Elisabeth Altmann-Gottheiner : Grundsätze und Forderungen der Frauenbewegung . Leipzig, 1912.
- Was die Frauenbewegung erreicht hat . Munich, Buchhandlung Nationalverein, 1912.